# Trevoria
Trevoria é um género botânico pertencente à família das orquídeas (Orchidaceae).